# 小島よしお ちゅぱちゅぱ ちゅっぱっぴー
ラジオアミューズメントパーク・小島よしお ちゅぱちゅぱ ちゅっぱっぴー（こじまよしお ちゅぱちゅぱ ちゅっぱっぴー）は文化放送で放送のラジオ番組（録音）。

## パーソナリティ
パーソナリティはお笑い芸人で「でもそんなの関係ねぇ！」でおなじみの小島よしお。

## 概要
- 2007年10月2日スタート。毎週火曜日21:00～22:00に放送しており（一部地域を除く）、放送枠はラジオアミューズメントパーク。
- 小島にとってはデビュー以来、最初の冠番組である。
- 番組のタイトルの由来は放送曜日の火曜日・Tuesday（チューズデイ）からと小島のネタの1つでもある「おっぱっぴー」をつなげて『小島よしお ちゅ（チュ）ぱちゅ（チュ）ぱ ちゅ（おっ）ぱっぴー』となったものである。
- 公式サイトは別時間帯で生放送番組のレコメン!公式サイト内に開設されている。
- J-WAVE のラジオ番組 TOMORROW(ナビゲータ:金剛地武志) では、「おっぱっぴー」は "ocean pacific peace" の略であると述べている。
- いわゆる「撮って出し」の為に、録音時のコメント等が、そのまま放送されている。
  - 2008年1月8日の放送で、AKB48を「アキバ・フォーティーエイト」と言った後に、「エーケービー・フォーティーエイト」と修正した放送が流されている。
- 文化放送では2008年3月25日～「2008文化放送ライオンズナイター」が始まる関係でネット局より早く3月18日放送分で最終回となる。
  - 文化放送以外のネット局は3月25日が最終回。

## コーナー紹介
- 小島目撃談・・・小島よしおをある場所で目撃したなどを紹介するコーナー。しかし、現在のところ一番このコーナーが行われていない。
- 人生は選択肢→お悩みマスター小島・・・リスナーの悩みをリスナーに電話をし解決するもの。しかし、1回目は電話がつながらなかった。その後、タイトルをお悩みマスター小島と改題し内容も変更し小島のアドバイスがよかったかどうか、リスナーが決めるものになった。
- ラスタピーア・・・小島よしおのネタ「ラスタピーア」の始め方や終了の仕方などを募集するコーナー現在一番放送回数が多い。

### 終了したコーナー
- そんなの関係ねえ!・・・リスナーが考えたフレーズを小島よしおがネタをやりながら読んだ。リスナーの中にはかなりの枚数を投稿したものもいた。
- 漫画の名ゼリフ・・・リスナーが最も印象に残った漫画の台詞を紹介するもの。

## ゲスト
- 2007年10月2日/島谷ひとみ - 同局系のラジオ番組、「島谷ひとみのkeep up spirits!」録音のため文化放送の別のスタジオに来ており、島谷は「小島がいる」と聞いて「会いたい!会いたい!」と言ったため、小島がいるスタジオのブース外へ来て見ていたらスタッフから「入っていいよ」と言われたため入り、番組最初の約10分間程度、小島とトーク（新曲の宣伝も島谷がしていたため、それも島谷は狙っていたものと思われる）。